# Верхлісь
Верхлісь (пол. Werchliś) — село в Польщі, у гміні Янів Підляський Більського повіту Люблінського воєводства. Населення — 255 осіб (2011).

## Історія
За даними етнографічної експедиції 1869—1870 років під керівництвом Павла Чубинського, у селі переважно проживали римо-католики, меншою мірою — греко-католики, які здебільшого розмовляли українською мовою.
У 1975—1998 роках село належало до Білопідляського воєводства.

## Демографія
Демографічна структура станом на 31 березня 2011 року:
|          | Загалом | Допрацездатний вік | Працездатний вік | Постпрацездатний вік |
| -------- | ------- | ------------------ | ---------------- | -------------------- |
| Чоловіки | 130     | 26                 | 86               | 18                   |
| Жінки    | 125     | 27                 | 60               | 38                   |
| Разом    | 255     | 53                 | 146              | 56                   |